# Erythranthe charlestonensis
Erythranthe charlestonensis är en gyckelblomsväxtart som beskrevs av Guy L. Nesom. Erythranthe charlestonensis ingår i släktet Erythranthe och familjen gyckelblomsväxter. Inga underarter finns listade i Catalogue of Life.